# Železniční trať Goßdorf-Kohlmühle – Hohnstein
Železniční trať Goßdorf-Kohlmühle – Hohnstein, známá také jako Schwarzbachbahn, byla saská úzkorozchodná dráha v Českosaském Švýcarsku. Vedla z Goßdorfu na normálněrozchodné trati Budyšín – Bad Schandau údolím potoka Schwarzbach do Hohnsteinu.
Provoz na trati byl zahájen v roce 1897, vzhledem k nízkým přepravním výkonům byly kromě lokomotiv řady IV K využívány také starší, méně výkonné I K. V roce 1951 byla trať zrušena, dnes částečně slouží jako stezka pro pěší. Na zastávce Lohsdorf byly v roce 2006 opět položeny koleje.